# 포스코TMC
포스코TMC는 대한민국의 Motor Core, EI Core, CTL, Strip 등 기계 부품을 생산하는 기업이다. 본사인 천안공장은 충청남도 천안시에, 국내 포항공장은 경상북도 포항시에, 서울사무소는 경기도 성남시 판교테크노밸리에 위치하고 있다. 해외에는 중국과 인도에 법인을 설립하여 운영하고 있다.

## 비전 & 슬로건
포스코TMC는 '그린 에너지 핵심부품 글로벌 리더'로 거듭난다는 중장기 모토아래, 2020년 매출 1조원 달성과 Vision 2020 달성을 목표로 하고 있다. 이를 위해 업종과 시장의 한계를 극복하기 위한 기존사업 역량강화, 고부가가치 신규사업 추진, 일하는 방식의 혁신을 통해 기업 경쟁력을 강화해 나가고 있다. 또한, 창의적인 기업문화, 혁신 역량 강화, 윤리문화 정착, CSR 활동 확대로 사회가 필요하는 기업으로 거듭나 인류의 삶을 풍요롭게 만드는데 기여하고자 한다.

## 역사

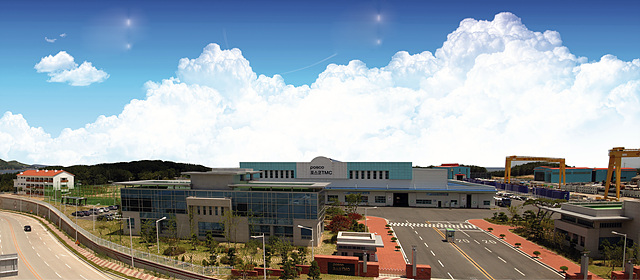
포스코TMC 포항공장

- 1974년 (주)한국코아 설립, EI 코아 생산
- 1982년 Motor Core 생산 시스템 개발
- 1987년 주요 증권 거래소 상장
- 1988년 포항공장 설립
- 1991년 Motor Core 적층 시스템 개발
- 1994년 천안공장 준공 및 본사 이전
- 1999년 QS9000 인증 획득
- 2003년 12열 회전 적층 기술 개발
- 2004년 TS 16949 인증 획득
- 2005년 중국 법인 설립
- 2007년 (주)포스코아 상호 변경
- 2010년 인도 법인 설립
- 2010년 장병효 대표이사 취임
- 2010년 (주)포스코TMC 상호 변경
- 2010년 서울사무소 개소
- 2011년 인도 공장 준공
- 2011년 포항신공장 준공 및 완공[2]
- 2012년 ERP 통합정보시스템 가동
- 2012년 포항 신공장 ISO 14001, 18001 인증 획득
- 2012년 공정거래 자율준수 프로그램 (Compliance Program) 선포
- 2012년 지식경제부 선정 우리지역 일하기 좋은 기업
- 2016년 포스코P&S와 합병

## 제품

#### Motor Core

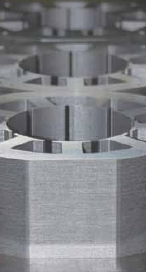
Motor Core

자동차, 가전제품, 산업용 기기 및 각종 전동공구의 Motor에 회전자 역할을 하는 핵심 부품이다. 포스코TMC는 최신 설비 및 공정자동화를 통해 정밀도와 품질의 특성을 향상시켜 고객의 요구에 맞는 품질의 제품을 제공하고 있다. 또한, 친환경 전기자동차와 하이브리드 자동차에 활용되는 Traction Motor, 수율(Yield rate)이 뛰어난 전기차 구동 Bonding motor core 등 새로운 제품을 선보이며 친환경 Motor Core 시장을 선도해 나가고 있다.

#### CTL & EI Core
CTL(Cut-to-length, Cut core lamination)은 배전, 전력용 변압기 등 고전압 전력제품의 전기 전도 역할을 하며 변압기, 어댑터, 컨버터, 전원이송기, 리엑터, 충전기 등을 제조하는데 소요되는 전자부품이다. 포스코TMC의 CTL은 전자기적 특성이 뛰어난 방향성 전기강판(GO)를 사용하여 철손(Core loss)이 적다. EI Core는 전기강판을 사용해 만든 철심으로 영어의 E와 I의 형태를 한 Core로 방향성/무방향성 (GO/NO) 전기강판을 이용하며 소형 가정용 변압기 등 저전압 전력제품에 쓰인다.

#### Strip
Strip은 Coil 형태의 제품을 2차 가공을 통해 Motor Core, 변압기 등을 만들 수 있도록 절단 변형한 제품이다. 국제공업규격을 준수한 극박(Ultra-thin) 소재를 바탕으로 고객 Customization을 실천하고 있다.

#### 금형
금형은 Motor Core 등의 제품을 생산하는 금속성 형으로 포스코TMC는 자체 개발한 다열 Motor core 금형, 0.2T MT Index 복열 금형을 비롯한 Stacking 금형과 Controller 시스템을 제공하고 있다. 뛰어난 금형 기술을 바탕으로 외형 변경이 용이하고, 방열 성능이 50%이상 향상된 180kW급 LED조명 방열판도 선보이고 있다.

## 지속가능 경영

#### 윤리 경영 & 공정 거래
- 2012년 기업윤리 자율실천 프로그램을 통한 전 임직원 윤리 서약 실시, 비윤리행위 신고센터 운영 및 보상제도 운영, 공정거래 자율준수 프로그램 선포 및 서약 실시

#### 사회공헌 활동
- 2012년 임직원 연간 평균 봉사시간 30시간, 봉사 참여율 99% 기록. 사회적기업 지원을 위한 '착한구매' 실시, POSCO Global Volunteer Week, 사랑의 식품꾸러미, 헌혈 등 후원 및 기부활동, '나눔의 토요일'을 통한 참여하는 봉사활동 전개

## 수상경력
- 2011년 포스코 패밀리 품질경영혁신상 수상
- 2011년 포스코 Innovation Forum 2011 혁신수준도약상 수상
- 2011년 포스코 패밀리 시너지상 수상
- 2013년 경제5단체 주관 투명경영대상 우수상 수상
- 2013년 포스코 패밀리 안전대상 수상

## 계열사

서울 POSCO 센터

철강
- 포스코
- 포스코강판
- 포스코P&S
- 포항SRDC
- 블루O&M

E&C
- 포스코이앤씨
- 포스코A&C
- 포스코엔지니어링
- 탐라해상풍력발전
- 피에스씨에너지글로벌
- 게일인터내셔널코리아

에너지
- 포스코에너지
- 포스파워
- 포스코이앤이

ICT
- 포스코 ICT

철강지원
- 뉴알텍
- 포스코켐텍
- 포스코터미날
- 포스화인
- 포스코엠텍
- PNR
- 마포하이브로드파킹
- 포항특수용접봉

기타
- 포스코인터내셔널
- 포스메이트
- 엔투비
- 포스코경영연구소
- 포스코기술투자
- 포레카
- 부산이앤이
- 포스코휴먼스
- 포스플레이트
- 송도에스이
- 순천에코트랜스
- 포스웰
- 포항 스틸러스
- 전남 드래곤즈
- 포스코건설 럭비단
- 포항공과대학교